# What Hits!?
What Hits!?는 레드 핫 칠리 페퍼스의 첫번째 베스트 음반으로, 1992년 발매되었다.